# Saint-Jean-de-Matha
Saint-Jean-de-Matha är en kommun och tätort (centre de population) i provinsen Québec i Kanada. Den ligger i regionen Lanaudière, i den sydöstra delen av landet, 190 km nordost om huvudstaden Ottawa.